# Саватюгин, Алексей Львович
Алексей Львович Саватюгин (род. 1970) — российский экономист, государственный деятель, действительный государственный советник Российской Федерации 2-го класса, аудитор Счетной палаты Российской Федерации. Профессор НИУ «Высшая школа экономики». Заслуженный экономист Российской Федерации (2020).

## Биография
Родился 25 июня 1970 года в Ленинграде.

### Образование
В 1992 году — окончил Санкт-Петербургский государственный университет по специальности «Экономист, преподаватель экономических дисциплин» и в этом же году окончил Московскую школу брокеров. С 1992 по 2004 год являлся ассистентом и старшим преподавателем кафедры экономической теории и экономической политики этого же университета.
В 1994 году окончил Лондонскую школу экономики по программе «Микро- и макроэкономика», в 1996 году окончил Лондонский университет Гилдхол.
В 1997 году Алексей Саватюгин прошёл программы «Финансовое управление и анализ инвестиционных проектов» и «Финансовый анализ и управленческий учёт» Национального фонда подготовки финансовых и управленческих кадров.

### Деятельность
В 1992—1994 годах работал ведущим специалистом Петербургского Госкомитета по антимонопольной политике РФ.
В 1994—1996 годах начальник отдела, директор департамента маркетинга и заместитель генерального директора компании «Орими-Брокер» (Санкт-Петербург). В 1996—2000 годах — первый заместитель генерального директора инвестиционной компании «Энергокапитал» (Санкт-Петербург). В 2000 году работал первым заместителем генерального директора «ЭГО-Холдинг» (Санкт-Петербург).
В 2000—2002 годах генеральный директор ООО «Индексное агентство РТС — Интерфакс», в 2002 году был главным экономистом «Фондовой биржи РТС», экспертом комитета по финансовым рынкам и денежному обращению Совета Федерации.
В 2002—2004 годах — председатель Правления Национальной ассоциации участников фондового рынка (НАУФОР), с 2004 года — член Совета директоров «Агентства по страхованию вкладов».
В 2006—2011 годах Саватюгин был председателем совета директоров компании «Росгосстрах», в 2011—2012 годах был членом Наблюдательного совета Банка ВТБ.
В июне 2014 года вошёл в Совет директоров компании Qiwi plc, в 2015 году стал главой Совета директоров «Киви-банка».
В 2015—2018 годах — президент Национальной ассоциации участников микрофинансового рынка «НАУМИР», президент Национальной ассоциации профессиональных коллекторских агентств (НАПКА).
В 2018—2019 годах был помощником председателя Счетной палаты Российской Федерации, 25 сентября 2019 года был назначен на должность аудитора Счетной палаты.
Занимался государственной деятельностью: с января 2010 года являлся заместителем Министра финансов Российской Федерации, с июля 2011 года был секретарем Совета по развитию финансового рынка при Президенте РФ.
Профессор кафедры банковского дела факультета экономики Национального исследовательского университета «Высшая школа экономики».
Был награждён медалью ордена «За заслуги перед Отечеством» II степени (2011) и Почетной грамотой Правительства Российской Федерации (2011). Имеет Благодарность Президента Российской Федерации и Благодарность Министра финансов Российской Федерации.